# Ewald Wortmann
Ewald Wortmann, auch Hannes Wortmann genannt (* 17. April 1911 in Marne; † 15. September 1985 in Osnabrück), war in der Zeit des Nationalsozialismus im Rahmen der NS-Krankenmorde als Arzt bei der Krankenselektion und in der NS-Tötungsanstalt Sonnenstein in Pirna tätig.

## Herkunft und Studium
Ewald Wortmann studierte nach dem Abitur Medizin an den Universitäten Hamburg, Würzburg, München und Berlin. 1933 trat er in die SA ein. Im Gegensatz zu den meisten der anderen T4-Ärzte war er weder Mitglied des Nationalsozialistischen Deutschen Studentenbundes noch der NSDAP. 1934 legte er in Würzburg das Physikum und 1937 das Staatsexamen ab.
Während seiner Studienzeit in Würzburg war er auch in psychiatrischen Vorlesungen des Privatdozenten Werner Heyde, der später erster medizinischer Leiter der Aktion T4 wurde. 1937 arbeitete Wortmann als Assistent im Institut für Vererbungswissenschaft und Rassenforschung der Universität Würzburg von Ludwig Schmidt-Kehl, auch „Rassen-Schmidt“ genannt. Dort promovierte er über die Bevölkerungsbewegung eines schleswig-holsteinischen Dorfes Eddelak im Dithmarschen. Im Anschluss war Wortmann in der Universitätsfrauenklinik beschäftigt und nahm als Mitglied einer Würzburger Studentengruppe zusammen mit den späteren T4-Ärzten Aquilin Ullrich und Klaus Endruweit an einer von der Gaustudentenführung angeregten Studienreise nach Bessarabien teil. Ziel der zweimonatigen Studienreise in das deutschsprachige Dorf Teplitz war die Beschreibung der Lage der dortigen „Volksdeutschen“ und die Aufnahme ihres Gesundheitszustandes. Die von der Studentengruppe über ihre Reise verfasste Studienarbeit wurde beim Reichsberufswettkampf 1939 mit einem Preis ausgezeichnet.
Vom September 1939 bis Februar 1940 war Wortmann als Arzt in der Anstalt Hamburg-Langenhorn tätig. Danach wurde er als Sanitätsarzt nach Neumünster zur Wehrmacht eingezogen.

## Bei der T4-Organisation
Wortmann gab nach dem Krieg an, dass er erst Ende September oder Anfang Oktober 1940 mit der Weisung entlassen worden sei, sich bei Hermann Paul Nitsche in der Kanzlei des Führers zu melden. Hierüber berichtete er später:

„Bei dieser Besprechung hat mich Nitsche gefragt, wie ich zur Euthanasie stünde. Ich habe ihm erklärt, daß ich der Euthanasie nicht ablehnend gegenüberstehe.“

„Damals habe ich bei Prof. Nitsche nicht nach einer Rechtfertigung für die Euthanasie gefragt. Ich bin gar nicht auf die Idee gekommen, daß etwas, was mir ein Prof. in einer Dienststelle der Kanzlei des Führers sagt, nicht richtig oder gar gesetzeswidrig sein könnte.“

Nach den Unterlagen der Zentraldienststelle T4 wurde Wortmann dort vom 12. Mai 1940 bis zum 31. Oktober 1940 als Mitarbeiter unter der Rubrik „Ärzte in den Anstalten“ geführt.
Wortmann wurde zunächst dem T4-Gutachter Theodor Steinmeyer als Mitarbeiter zugeteilt. Aufgabe dieser Gutachter war die Bereisung von Heil- und Pflegeanstalten, um für das nationalsozialistische „Euthanasie“-Programm vor Ort Kranke anhand der Krankengeschichten und der Auskünfte des Personals zu selektieren und die erforderlichen Meldebogen für die Zentraldienststelle T4 selbst aufzufüllen. Zu der von Steinmeyer geleiteten Ärztekommission gehörten 30 bis 40 Personen, die bislang schon als Gutachter über die Tötung von Patienten anhand der seit Jahresbeginn laufenden Meldebogenaktion entschieden hatten, ohne die Kranken jeweils gesehen zu haben. Selbst bei diesen Selektionen in den Anstalten wurde nach „Aktenlage“ entschieden. Wortmann sagte hierzu aus: „Die Kranken selbst haben wir in keinem Fall zu Gesicht bekommen.“ Ziele dieser Gruppe waren unter anderem die Anstalten von Ansbach, Regensburg, Straubing und Erlangen.

## In der Vergasungsanstalt Sonnenstein
Nach Abschluss der Selektionsreise begab Wortmann sich weisungsgemäß zur Vergasungsanstalt Sonnenstein in Pirna, wo er von deren Leiter Horst Schumann über den Zweck der Anstalt unterrichtet wurde. Anhand eines neu eingetroffenen Krankentransportes wurde ihm der Tötungsvorgang praktisch vorgeführt. Wortmann schilderte dies wie folgt:

„Wir saßen in einem größeren Raum an einem langen Tisch oder mehreren Tischen. Dr. Schumann saß in der Mitte und hatte die Unterlagen vor sich liegen bzw. die Schwestern brachten die Unterlagen der Kranken in jedem Fall mit. Dr. Schmalenbach saß rechts, ich selbst links von Dr. Schumann. […] Die Kranken wurden einzeln aber fortlaufend hereingeführt. Eine Untersuchung fand nicht mehr statt. Es kann jedoch sein, daß Dr. Schumann in Einzelfällen noch Fragen gestellt hat. Ich selbst hatte nichts zu tun, sondern nur dabei zu sitzen. […] [Die Kranken] wurden anschließend in einem Nebenraum fotografiert und dann in den Raum geführt, wo sie gemeinsam getötet wurden. Dr. Schumann hat die Anlage selbst in Tätigkeit gesetzt und durch ein kleines Glasfenster den Vorgang beobachtet. Er forderte mich noch auf, selbst auch einmal hineinzusehen. Ich habe so getan, als ob ich hineinsehen würde, mich jedoch gleich wieder abgewandt.“

Wortmann erklärte, dass ihn dieser Vorgang derartig geschockt habe,

„daß ich gleich darauf Dr. Schumann gebeten habe, mich wieder fortzuschicken. Dr. Schumann sagte mir indessen, daß er das nicht entscheiden könne. Prof. Heyde werde kommen und ich solle ihm den Wunsch vortragen. Ich habe nun gewartet, daß Prof. Heyde käme und hatte nur einen dringenden Wunsch, nämlich daß inzwischen kein weiterer Transport ankäme. Leider kam inzwischen doch ein Transport an. Ich kann noch genau sagen, daß ich mich in einer außerordentlich bedrückten Stimmung befand, so daß ich schließlich einfach nach Berlin zu Prof. Heyde telefoniert und ihn um meine Abberufung gebeten hat. Ich weiß noch, daß er recht ungnädig am Telefon war und mir Anweisung gab, nach Berlin zu kommen. Ich bin dann auch nach Berlin gefahren und habe wohl auch gleich meine Siebensachen mitgenommen.“

Heyde habe zwar versucht, ihn mit Hinweis auf seine Karrierechancen bei T4 noch umzustimmen. Doch obwohl er sich nicht umstimmen ließ, wurden weder Sanktionen angedroht noch verhängt.
Seine angebliche völlige Untätigkeit in Sonnenstein relativierte Wortmann allerdings in einer späteren Aussage und räumte ein, dass auch er die so genannten Trostbriefe unter dem Tarnnamen „Dr. Friede“ unterschrieben habe.
Nach seiner Entlassung aus der T4-Organisation war Wortmann im Lazarett eines Lagers für Bessarabien- und Baltendeutsche in Litzmannstadt (Łódź) tätig, bis er mit Beginn des Russlandfeldzuges zur Wehrmacht eingezogen wurde.

## Nach dem Krieg
1950 kehrte Wortmann aus der sowjetischen Gefangenschaft zurück. Er eröffnete in Friedrichskoog eine allgemeinärztliche Praxis, heiratete und hatte vier Kinder.
Wortmann konnte erst als letzter T4-Arzt für den sogenannten ersten Ärzteprozess gegen Ullrich und andere vor dem Frankfurter Landgericht ermittelt werden. Am 21. März 1963 sagte er erstmals als Zeuge im Verfahren gegen den T4-Arzt Georg Renno aus. Ein gegen Wortmann eingeleitetes Ermittlungsverfahren wurde am 1. August 1969 eingestellt. Im Prozess gegen seinen ehemaligen Vorgesetzten und Leiter der Vergasungsanstalt Sonnenstein, Horst Schumann, verweigerte er im Oktober 1970 seine Aussage. Wortmann war der einzige der T4-Ärzte, der zumindest „eine gewisse moralische Schuld“ einräumte, „weil ich nichts gegen diese Dinge unternommen habe. Das ist aber nur eine Angelegenheit, die mich innerlich trifft. Ich konnte ja damals überhaupt nicht gegen diese Dinge antreten. Es fehlte mir die Möglichkeit und auch der Einfluß.“
In den Jahren 1969/70 drehte der Norddeutsche Rundfunk einen Dokumentarfilm über Wortmann und seine Familie, in dem unter dem Titel „De Doktor snackt platt“ die Situation eines „typischen“ Landarztes dargestellt werden sollte. Die Aufnahmen fanden im Herbst 1969 statt; gesendet wurde der Film im Juni 1970.